# A Book of Songs for Anne Marie
A Book of Songs for Anne Marie es el cuarto álbum de estudio de la cantautora americana Baby Dee. Fue lanzado el 20 de abril de 2010 por Drag City en Estados Unidos y por Tin Angel en el Reino Unido. El álbum es esencialmente una regrabación de un CD de edición limitada (150 copias) que fue lanzado por Durtro en 2004 con un libro del mismo nombre.

## Lista de canciones
Todas las canciones fueron compuestas por Baby Dee.

| N.º | Título                             | Duración |  |
| 1.  | «Overture»                         | 2:08     |  |
| 2.  | «Love's Small Song»                | 3:07     |  |
| 3.  | «A Book of Songs for Anne Marie»   | 3:41     |  |
| 4.  | «Lilacs»                           | 3:41     |  |
| 5.  | «Unheard of Hope»                  | 4:34     |  |
| 6.  | «Black but Comely»                 | 5:05     |  |
| 7.  | «And Anne Marie Does Love to Sing» | 5:50     |  |
| 8.  | «Endless Night»                    | 4:36     |  |
| 9.  | «Set Me As a Seal»                 | 3:58     |  |
| 10. | «As Morning Holds a Star»          | 3:36     |  |
| 11. | «An Early Spring»                  | 2:13     |  |
| 12. | «Morning Fire»                     | 2:41     |  |

### Versión de 2004
Esta versión fue lanzada como una edición limitada de un libro con un CD. Presenta a Baby Dee cantando y tocando el piano.

| N.º | Título                                                                                  | Duración |  |
| 1.  | «Love's Small Song» (This song was divided into three separate songs on the 2010 album) | 7:01     |  |
| 2.  | «Lilacs»                                                                                | 4:06     |  |
| 3.  | «Black but Comely»                                                                      | 4:47     |  |
| 4.  | «Unheard of Hope»                                                                       | 5:36     |  |
| 5.  | «And Anne Marie Does Love to Sing»                                                      | 4:47     |  |
| 6.  | «Endless Night»                                                                         | 5:02     |  |
| 7.  | «Set Me As a Seal on Your Heart»                                                        | 3:34     |  |